# 琴叶马蓝
琴叶马蓝（学名：Pteracanthus panduratus）为爵床科马蓝属下的一个种。

## 扩展阅读
- 維基物種上的相關：琴叶马蓝